# Други ігрищ та забав
«Други ігрищ та забав» (рос. «Други игрищ и забав») — радянський короткометражний телевізійний художній фільм, поставлений у 1981 році режисером Михайлом Нікітіним за мотивами однойменного оповідання Василя Шукшина.

## Сюжет
Улюблена старша сестра головного героя стала мамою. Всі — мама, тато, сама сестра раді поповненню в сімействі. І тільки головний герой, звичайний хлопчисько, горює. Чому він бачить тут не радість, а горе? Тому що у його новонародженого племінника немає батька… Хлопчик вперше зіткнувся з дорослим життям. Пізніше з'ясовується, що хлопчик помилився, прийнявши невинну людину за ошукача, що спокусив сестру.

## У ролях
- Леонід Дьячков —  Худяков
- Лідія Федосеєва-Шукшина —  Худякова
- Олег Борисов —  Свиридов
- Катерина Васильєва —  Свиридова
- Галина Щепетнова —  Алевтина
- Сергій Власов —  Костя
- Ігор Іванов —  дворовий хуліган
- Олександр Ликов —  приятель хулігана

## Знімальна група
- Автор сценарію — Віктор Кисельов (Віктор Мережко)
- Режисер —  Михайло Нікітін
- Оператор —  Дмитро Месхієв
- Художник —  Віктор Амельченко
- Композитор —  Георгій Портнов
- Звукооператор —  Галина Горбоносова